# Rothmannia annae
Rothmannia annae es una especie de árbol de la familia de las rubiáceas. Es un endemismo de las  Seychelles.  Está considerada en peligro de extinción por la pérdida de hábitat. 

## Descripción
Es un  árbol que alcanza un tamaño de hasta 6 metros de altura. El tallo es suave, de color crema a gris-verde. Las hojas son relativamente largas (de hasta 12 cm de longitud) y angostas, de color verde oscuro. Las flores son de color blanco, salpicado de rojo, con un fuerte aroma embriagador. Florece durante todo el período de lluvias desde octubre a mayo, pero las flores tienen una vida corta. El fruto es una baya de color oliva, que contiene muchas semillas .

## Taxonomía
Rothmannia annae fue descrita por (Edward Perceval Wright) Keay y publicado en Bulletin du Jardin Botanique de l'État 28: 50, en el año 1958.
Sinonimia
- Gardenia annae E.P.Wright basónimo[3]